# 파라크레스
파라크레스(영어: Para cress, 학명: Acmella oleracea 아크멜라 올레라케아[*])는 국화과의 여러해살이풀이다. 원산지는 불분명하나, 브라질의 아크멜라속 식물들로부터 기원했을 것으로 추측된다. 관상용, 식용, 약용 식물로 재배된다. "파라크레스"의 "파라"는 브라질의 지명(파라주)이다.

## 같이 보기
- 화자오